# Hořidla
Hořidla (německy Horschigel, 371 m n. m.) je vrch v okrese Litoměřice Ústeckého kraje. Leží asi 1,5 km jjz. od obce Chotiněves na katastrálním území sídel Chotiněves, Jištěrpy, Trnová a Třebutičky. Je to nejvyšší vrchol Úštěcké pahorkatiny.

## Popis vrchu
Na vrcholu Hořidel stojí 14 metrů vysoká stejnojmenná rozhledna umožňující výhledy, zejména na České středohoří a Ralskou pahorkatinu.
Vrch Hořidla leží na východním konci pásu vrchů, který se táhne zjz. směrem přes Skalky (338 m), Holý vrch (302 m) a Křemín (244 m) až k Labi.

## Geomorfologické zařazení
Vrch náleží do celku Ralská pahorkatina, podcelku Dokeská pahorkatina, okrsku Úštěcká pahorkatina, podokrsku Liběšická pahorkatina a Třeboutičské části.

## Přístup
Automobilem lze nejblíže dojet do Třebutiček, od nichž, popřípadě z Chotiněvsi či Jištěrp, vedou polní a lesní cesty na vrchol s rozhlednou.